# Sterol-4α-carboxylat-3-Dehydrogenase
Die Sterol-4α-carboxylat-3-Dehydrogenase ist ein Enzym, das mehrere parallel laufende Reaktionen in der Cholesterinbiosynthese katalysiert, wobei in jedem Fall eine Carboxygruppe in 4-Position abgespalten und eine Hydroxygruppe in 3-Position zum Keton reduziert wird. Das Enzym ist in Tieren und Pilzen zu finden. Im Mensch wird es insbesondere in Gehirn, Herz, Leber, Lunge, Nieren, Haut und Plazenta produziert. Mutationen im NSDHL-Gen sind für das CHILD-Syndrom verantwortlich, eine seltene Erbkrankheit.

## Katalysierte Reaktion
+ NADP+ ⇒  + CO2 + NADPH/H+
4α-Methylzymosterin-4-carboxylat wird zu 3-Keto-4-methylzymosterin umgesetzt. Substrate können sich im Grad der Methylierung unterscheiden.